# Waltringhausen (Anröchte)
Waltringhausen ist ein Ortsteil der Gemeinde Anröchte im Kreis Soest.

## Geografie
Der Ort liegt rund zwei Kilometer westlich von Anröchte. Durch den Ort führt die Kreisstraße 64. Angrenzende Orte sind Mellrich, Anröchte, Robringhausen und Klieve.

## Geschichte

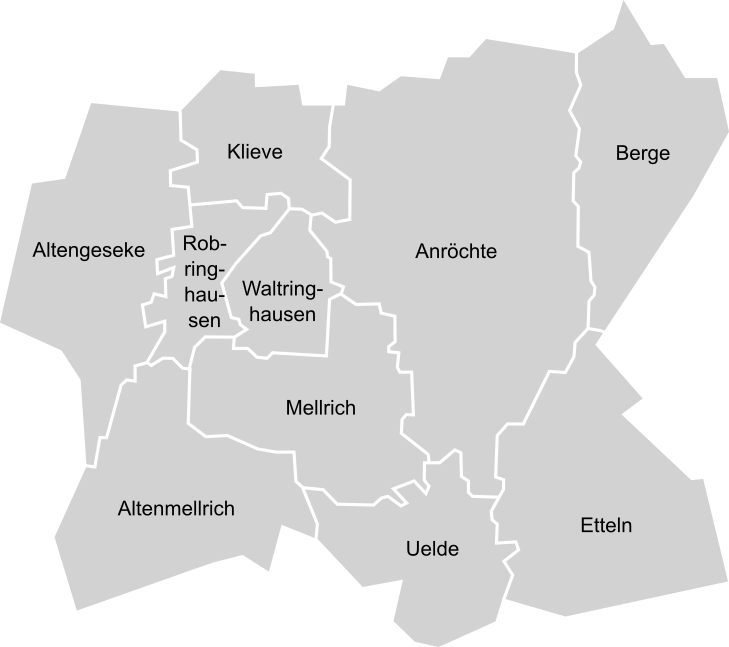
Ortsteile von Anröchte

Die erste urkundliche Erwähnung Waltringhausen stammt aus dem Jahre 1270. Das Stift Meschede gestattet im Jahr 1322 der Lucia von Mellrich auf ihrem Hofe in Waltringhausen das Kloster Annenborn auf dem Standort der heutigen St.-Anna-Kapelle zu errichten. Die Ruinen des Klosters waren noch im 19. Jahrhundert sichtbar.
Waltringhausen war vor dem 1. Januar 1975 eine selbstständige Gemeinde im Amt Anröchte im Kreis Lippstadt.
Mit Inkrafttreten des Münster/Hamm-Gesetzes wurden die Gemeinden des Amtes Anröchte zur neuen Gemeinde Anröchte und der Kreis Lippstadt mit dem bisherigen Kreis Soest zum neuen Kreis Soest zusammengeschlossen.

## Bauwerke

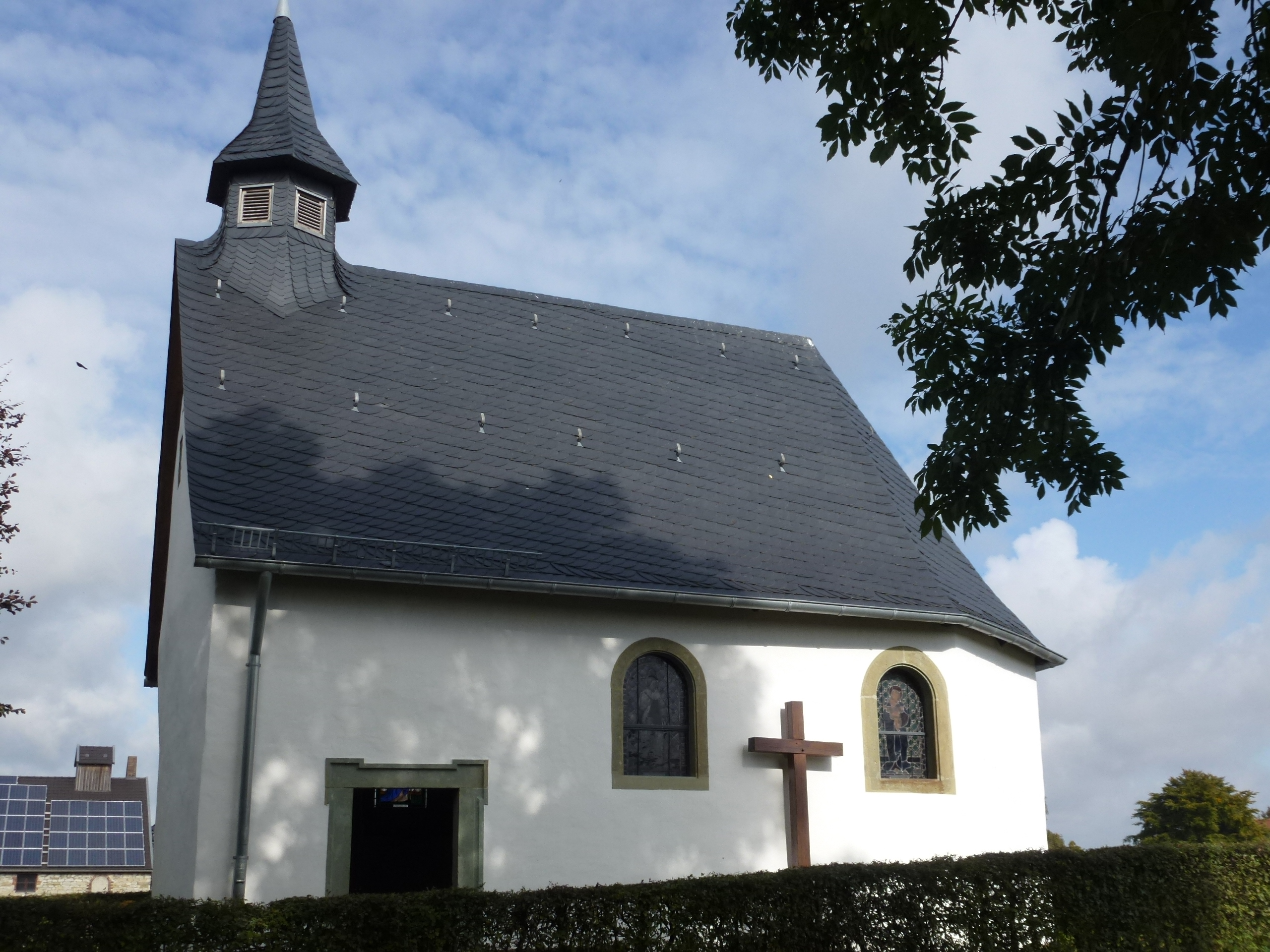
St.-Anna-Kapelle

Zu den denkmalgeschützten Bauwerken in dem Ortsteil Waltringhausen gehört die St.-Anna-Kapelle, die 1647 erstmals erwähnt wurde.